# Tomice-Las
Tomice-Las – osada w Polsce położona w województwie wielkopolskim, w powiecie pleszewskim, w gminie Gizałki. Miejscowość wchodzi w skład sołectwa Tomice.
W latach 1975–1998 miejscowość administracyjnie należała do województwa kaliskiego.